# Norfolkön

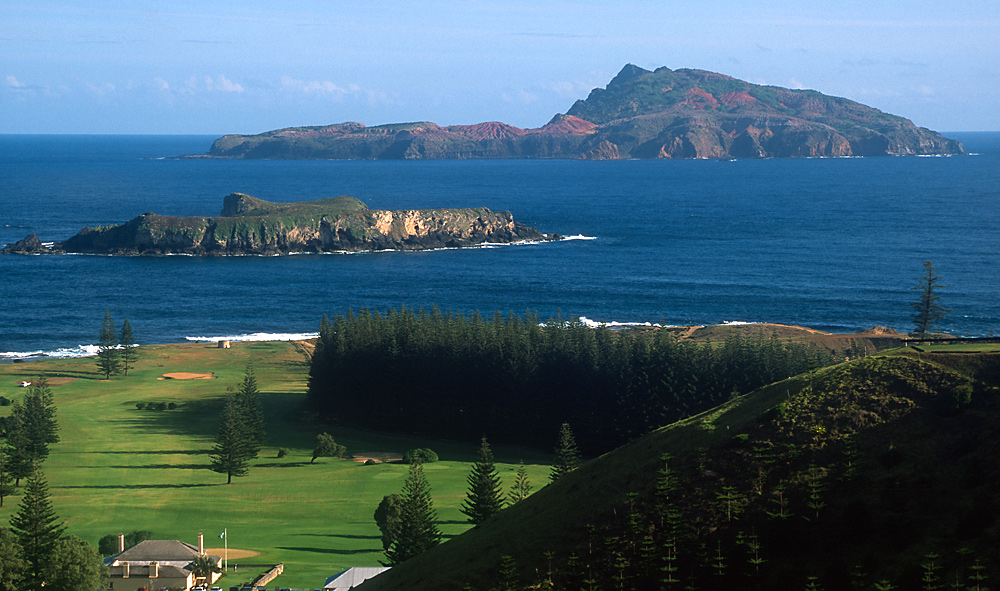
Norfolk Island, med utsikt över andra öar.

Norfolkön (engelska: Norfolk Island), är en vulkanö i Stilla havet, belägen mellan Nya Zeeland och Nya Kaledonien. Det är ett australiskt territorium.

## Historia
Ön "upptäcktes" av kapten James Cook 1774 vid hans andra resa till södra Stilla havet, två veckor efter att han landat i Botany Bay, Australien. Storbritannien anlade en koloni på ön 1788, men denna stängde 1814 då den inte gick att göra självförsörjande, trots billig arbetskraft i form av straffångar. Ett nytt försök till att befolka ön gjordes 1825, denna gång med avsikt att hysa de värsta återfallsförbrytarna. Den andra kolonin övergavs 1855. Det har påståtts att denna var så avskräckande att förbrytare hellre blev avrättade än skickade till ön.
Utgrävningar visar att polynesier definitivt har besökt ön, och även sannolikt bebott ön tidigare.
Med den engelska regeringens tillstånd landsteg år 1856 ättlingar till myteristerna från HMS Bounty, det enda lyckade myteriet ombord ett engelskt skepp,[källa behövs] på Norfolk efter att deras hemö, Pitcairn, nått befolkningsgränsen.
Under andra världskriget anlades en flygplats, vilken sedermera har byggts ut.

### Nutid
Öns befolkning lever i huvudsak på turism och jordbruk samt fiske. Turister hittar till Norfolk eftersom klimatet är milt, naturen anses vacker och de enda skatter som uppbringas är importavgifter, en skatt på alkohol och bankavgifter (1% av insättningar/uttag). Dock står man idag inför stora utmaningar, då Australien har tagit kontrollen över de lokala finanserna efter åratal av misskötsel av den lokala administrationen.

## Geografi
Ön Norfolk ligger i Stilla Havet öster om Australien och norr om Nya Zeeland. Den har en yta av 34,6 km² och dess högsta punkten är Mount Bates 319 m.ö.h. Större delen av ön har jordmåner lämpliga för jordbruk. Ön är ett autonomt territorium tillhörande Australien, och Kingston är dess huvudstad. 
Större delen av kustlinjen är klippig och landsättning sker på pirer i Cascade Bay och Kingston Bay. Utanför Emily Bay finns ett mindre korallrev som möjliggör säker simning.
Områdena runt Mount Bates och öarna Philip Island och Nepean söder om Norfolk, utgör en nationalpark.

## Demografi
2016 hade Norfolk 1 750 invånare. De flesta är av etniskt europeiskt ursprung och nära hälften har rötterna på Pitcairn. Invånarna talar engelska och norfuk, ett språk som härstammar från pitcairnesiska, vilket i sin tur har uppstått ur mötet mellan 1700-talsengelska och tahitiska.

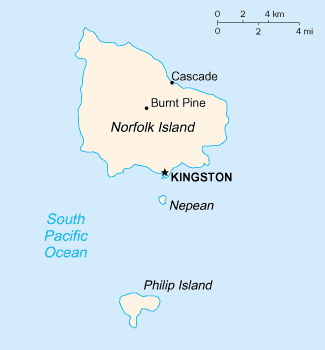
Karta över Norfolkön, med närliggande öar.

Norfukspråket, som också kallas pitcairn, var nära att försvinna från ön då det under lång tid var förbjudet att tala i skolan, med prygelstraff för den som ertappades. Numera får alla elever i NICS (Norfolk Island Central School) undervisning i detta kreolspråk.